# Balatonlelle
Balatonlelle je mesto na Madžarskem, ki upravno spada v podregijo Fonyódi Šomodske županije.